# Walter Heinicke (Politiker)
Walter Heinicke (* 28. Juni 1912 in Zella St. Blasii; † 22. Oktober 2005 in Berlin) war ein deutscher Kanute und Politiker (SED). Er war 1958 kurzzeitig Minister und von 1958 bis 1961 Vorsitzender des Komitees für Arbeit und Löhne sowie Präsident des Deutschen Kanu-Sport-Verbandes (DKSV) der DDR.

## Leben
Heinicke, Sohn eines Arbeiters, erlernte nach dem Besuch der Volksschule von 1926 bis 1930 den Beruf des Buchdruckers. Er arbeitete anschließend im Beruf. Von 1926 bis 1933 gehörte er dem Buchdruckerverband und 1927 bis 1928 der Sozialistischen Arbeiter-Jugend (SAJ) an, aus der er ausgeschlossen wurde. Von Juli 1934 bis Dezember 1934 leistete er freiwilligen Arbeitsdienst und von 1934 bis 1940 gehörte er der Deutschen Arbeitsfront (DAF) an. Ab August 1940 gehörte er der Wehrmacht an und wurde während des Zweiten Weltkriegs mit dem EK II und dem KVK II ausgezeichnet. Im September 1944 geriet er als Obergefreiter in sowjetische Kriegsgefangenschaft. Im Mai 1946 nahm er an einem 14-tägigen Antifa-Lehrgang teil und besuchte von Juni 1947 bis März 1948 die Antifazentralschule in der Sowjetunion. Am 1. April 1948 wurde er aus der Gefangenschaft entlassen und ging in die Sowjetische Besatzungszone.
Heinicke schloss sich 1948 der Sozialistischen Einheitspartei Deutschlands (SED), dem Freien Deutschen Gewerkschaftsbund (FDGB), der Gesellschaft für Deutsch-Sowjetische Freundschaft (DSF) und dem Deutschen Sportausschuss, dem späteren DTSB an. Im Mai 1948 besuchte er die Landesgewerkschaftsschule in Werlsee und wurde Mitarbeiter des FDGB-Bezirksvorstandes in Ost-Berlin. Nach dem Besuch der  Parteihochschule „Karl Marx“ von 1950 bis 1951 leitete er zwei Jahre die Abteilung Löhne und Tarife des FDGB-Bezirksvorstandes, wurde schließlich Mitglied des Sekretariats und Leiter der Organisationsabteilung des FDGB-Bezirksvorstandes Berlin.
Am 22. April 1954 erfolgte seine Ernennung zum Stellvertreter des Ministers für Arbeit für die Aufgabenbereiche Arbeitskräfte, Arbeitsproduktivität und Löhne. Bei der Neukonstituierung der Staatlichen Plankommission (SPK) am 19. Februar 1958 bekam er als Mitglied der SPK die Abteilung Arbeitskräfte, Hoch- und Fachschulkader zugewiesen. Im Mai 1958 wurde er schließlich als Nachfolger von Friedrich Macher zum Vorsitzenden des Komitees für Arbeit und Löhne und zum Mitglied des Ministerrates der DDR berufen. Am 28. Mai 1958 sprach ihm die Volkskammer das Vertrauen aus. Bei der Konstituierung der neuen Regierung am 8. Dezember 1958 schied er als Mitglied des Ministerrates aus, blieb aber bis September 1961 Vorsitzender des Komitees für Arbeit und Löhne.
Heinicke, ein erfolgreicher Kanute in seiner Jugend, der Anfang der 1950er Jahre Präsident der Sektion Kanu der DDR war, wurde bei der Gründung des Deutschen Kanu-Sport-Verbandes (DKSV) innerhalb des DTSB am 19. April 1958 zum Präsidenten gewählt. Diese Funktion hatte er bis 1961 inne. Anschließend war er bis 1989 Vizepräsident des DKSV. Am 27. Oktober 1982 wurde er mit dem Ehrenzeichen für Körperkultur und Sport der Deutschen Demokratischen Republik ausgezeichnet.
Heinicke lebte zuletzt in Berlin-Adlershof. Er starb im Alter von 93 Jahren.